# Clavilispinus californicus
Clavilispinus californicus är en skalbaggsart som först beskrevs av Leconte 1863.  Clavilispinus californicus ingår i släktet Clavilispinus och familjen kortvingar. Inga underarter finns listade i Catalogue of Life.